# Veronica tumadzhanovii
Veronica tumadzhanovii är en grobladsväxtart som beskrevs av T.K. Mardaleishvili. Veronica tumadzhanovii ingår i släktet veronikor, och familjen grobladsväxter. Inga underarter finns listade i Catalogue of Life.